# Filzbienen
Die Filzbienen (Epeolus und Triepeolus) sind zwei Gattungen aus der Familie der Apidae. Da in Mitteleuropa nur eine Art von Triepeolus vorkommt, betrifft der deutsche Name vor allem die Arten von Epeolus. Die Bienen beider Gattungen sind Brutparasiten (Kuckucksbienen), bauen also keine eigenen Nester.
Die Gattung Epeolus ist sehr weit verbreitet, sie kommt auf allen Kontinenten außer der Antarktis und Australien vor. In der Palaearktis sind 35 Arten bekannt. 43 Arten kommen in Nordamerika vor.

## Merkmale
Die heimischen Filzbienen haben eine gedrungene Gestalt, ihr Abdomen trägt auffällige filzartige Flecken mit anliegenden weißen Haaren (daher der deutsche Name). Der Körper ist überwiegend schwarz, die Beine i. d. R. ganz oder teilweise rot. Bei den Weibchen ist meist auch das Schildchen (Scutellum) rötlich, manchmal auch die Bauchsegmente. Bei den Männchen tragen die Bauchsegmente 4 bis 5 wimpernartige Borsten. Das Scutellum hat bei Männchen und Weibchen beiderseits einen Zahn. Die Filzbienen sind ca. 5 bis 13 mm lang.

## Verhalten
Da Filzbienen brutparasitisch sind, besuchen sie Blüten nur um sich selbst mit Nektar zu versorgen. Dabei sind sie nicht wählerisch, sie besuchen Blüten verschiedenster Arten. Filzbienen sind von Juli bis September aktiv. Sie legen ihre Eier in Nester von Seidenbienen (Colletes), wo sie sich entwickeln.

## Systematik
Die Gattung Epeolus ist nahe mit der Gattung Triepeolus verwandt, die vor allem in der Neuen Welt verbreitet ist. Die beiden Gattungen zählen in der Unterfamilie Nomadinae zur Tribus Epeolini. Diese Tribus enthält acht Gattungen, von denen Epeolus und Triepeolus (mit mehr als 140 Arten) am artenreichsten sind. Die anderen Gattungen lauten: Doeringiella (35 Arten), Odyneropsis (14), Pseudepeolus (5), Rhinepeolus (1), Rhogepeolus (5), Thalestria (1).
Triepeolus tristis (Schwarze Filzbiene) wird von einigen Autoren in die Gattung Epeolus gestellt, gehört jedoch zu Triepeolus.

## Einheimische Arten
Nach , siehe auch 
- Epeolus alpinus (D, A, CH)
- Epeolus cruciger Heide-Filzbiene (D, A, CH)
- Epeolus fasciatus (A, historische Nachweise)
- Epeolus productulus (A seit 1999 im Burgenland nachgewiesen, CH Wallis)
- Epeolus schummeli (D Brandenburg, A Niederösterreich und Burgenland)
- Epeolus tarsalis (A historische Nachweise)
- Epeolus variegatus Gewöhnliche Filzbiene (D, A, C)
- Epeolus fallax (D[3])
- Epeolus schummeli Steppen-Filzbiene (D[3])

Nordamerikanische Arten: